# Peresvet
Pour les articles homonymes, voir Perevest (homonymie).
Peresvet (en russe : Пересве́т) est une ville de l'oblast de Moscou, en Russie, dans le raïon Serguievo-Possadski. Sa population s'élevait à 14 013 habitants en 2014.

## Géographie
Peresvet est arrosée par la rivière Kounia, un affluent de la Doubna, et se trouve à 90 km au nord de Moscou.

## Histoire
Peresvet a été officiellement fondé en 1955 comme une commune urbaine pour le service du NIIKhimMach (НИИ́Хи́мМа́ш), l'Institut de recherche en génie chimique, qui se consacrait aux essais de moteurs de fusée et de vaisseaux spatiaux. La localité s'est d'abord appelée Novostroïka (Новостро́йка).
Jusqu'en 1992, Novostroïka fut une zone à accès règlementé. Durant l'ère soviétique, la localité était entièrement placée sous l'autorité de l'Institut. Plus tard, elle fut administrée par la ville de Krasnozavodsk. En 2000, elle a finalement obtenu le statut de ville et son nom actuel, en hommage à Alexandre Peresvet (en), héros militaire du Moyen Âge.

## Population
Recensements (*) ou estimations de la population
| 2001   | 2002*  | 2006   | 2007   | 2008   |
| ------ | ------ | ------ | ------ | ------ |
| 14 500 | 14 719 | 14 654 | 14 678 | 14 600 |

| 2009   | 2010*  | 2012   | 2013   | 2014   |
| ------ | ------ | ------ | ------ | ------ |
| 14 520 | 14 147 | 14 126 | 14 108 | 14 013 |